# Vale do Acre
Vale do Acre è una mesoregione dello Stato dell'Acre in Brasile.

## Microregioni
È suddivisa in 3 microregioni:
- Brasiléia
- Rio Branco
- Sena Madureira